# Pierre-Marie Frain de La Villegontier
 (décembre 2022).
Pour les articles homonymes, voir Frain (homonymie).
Pierre Marie Sébastien Gérard Frain, comte de La Villegontier, né le 10 janvier 1841 à Parigné (Ille-et-Vilaine) et mort le 1er août 1920, est un homme politique français.

## Biographie
Pierre Marie Sébastien Gérard Frain de La Villegontier est le fils de Fernand Frain, comte de La Villegontier, page de Louis XVIII et Charles X, gentilhomme ordinaire du duc de Bourbon, officier de cavalerie, et de Louise-Noémie Malboz. Marié à Marie de La Belinaye, il est le grand-père de Jean de Bagneux.
Maire de Parigné de 1872 à 1920, conseiller général pour le canton de Fougères-Nord, il est élu deux fois député, en 1877 et 1881, mais invalidé à chaque fois, il est battu à l'élection partielle suivante. Il est sénateur d'Ille-et-Vilaine de 1888 à 1897, siégeant à droite.